# Time to Hunt
Time to Hunt (hangul: 사냥의 시간; RR: Sanyangui Sigan), es una película de acción y suspenso surcoreana estrenada el 23 de abril de 2020 a través de Netflix.

## Sinopsis
Ambientada en una distópica Corea del Sur, la película sigue a un grupo de amigos que planean un atraco y terminan siendo perseguidos por un misterioso asesino a sueldo después de cumplir la misión.
Luego de ser liberado de prisión, Joon-seok, planea una operación peligrosa para poder tener una nueva vida junto a sus amigos Ki-hoon, Jang-ho y Sang-soo. Sin embargo, sus expectativas por el futuro, son de corta duración, cuando termina siendo perseguidos por el peligroso Han.

## Personajes[8]

### Personajes principales[9]
- Lee Je-hoon como Joon-seok, es el autor intelectual del peligroso plan del grupo, un hombre con una inquebrantable lealtad y determinación, que guía a sus amigos mientras corre sin miedo hacia su objetivo final.
- Choi Woo-shik como Ki-hoon, es un hombre que a pesar de que se siente incómodo con el peligroso plan de Joon-seok, decide seguirlo y ayudar activamente a sus amigos de todos modos.[10]
- Ahn Jae-hong como Jang-ho, es un miembro del equipo que incluso en una situación peligrosa, intenta aliviar el nerviosismo de sus amigos haciéndolos reír.[11]
- Park Jung-min como Sang-soo, es un miembro del grupo y el encargado de adquirir toda la información necesaria.
- Park Hae-soo como Han, es un asesino a sueldo que es contratado por los propietarios de la casa de juego para que vaya tras el grupo de amigos y los mate.[12]

### Personajes secundarios
- Lee Hang-ha (이항나) como la madre de Ki-hoon.
- Song Yo-sep (송요셉) como un jefe de seguridad.
- Bae Je-ki (배제기) como Tae-geun.
- Ahn Hyeon-bin (안현빈) como una persona a cargo de circuito cerrado de televisión (CCTV) de la casa de juegos.
- Ha Yoon-kyung como joven haciendo una contrademanda en los juegos de azar (하윤경)
- Kwon Hyeok-joon (권혁준) como un hombre de mediana edad en el almacén.
- Jang Tae-min (장태민) como uno de los empleados de Bong-sik.
- Park Chan-ung (박찬웅) como un empleado en la casa de juegos.
- Lee Seo-joon (이서준) como uno de los subordinados de Bin-dae.
- Moon Seung-bae (문승배) como el guardia de seguridad #1.
- Choi Hee-do (최희도) como el guardia de seguridad #2.
- Shin Yeon-woo (신연우) como el enfermero #2.
- Lee Do-guk (이도국) como el detective #1.
- Jeon Woon-jong (전운종) como uno de los subordinados y miembro de la pandilla de Bong-soo #5.
- Ahn Sung-bong (안성봉) como uno de los subordinados y miembro de la pandilla de Bong-soo #2.
- Kim Sun-hwa (김선화) como la madre en la imagen.
- Yoo Jung-ho (유정호) como un distribuidor de armas de fuego.
- Park Min-ji como una traficante #3.
- Kim Sung-joon (김성준) como un hombre en traje en la casa de juegos.
- Kwon Hyuk-sung (권혁성) como un miembro de la pandilla en la casa de juegos #1.
- Seon Yool-woo (선율우) como un miembro de la pandilla en la casa de juegos #3.
- Kim Dae-geun (김대근) como un miembro de la pandilla en la casa de juegos #4.
- Choi Sung-hwan (최성환) como un miembro de la pandilla en la casa de juegos #7.
- Hwang Bo-wook (황보욱) como un miembro de la pandilla en la casa de juegos #8.
- Go Soo-hyun (고수현) como un bartender.

### Apariciones especiales
- Jo Sung-ha como Bong-sik / Bong-soo, Bong-sik es vendedor de armas de fuego y amigo de Jeon-seok a quien conoce en prisión, después de que es asesinado por Han, su hermano gemelo Bong-soo, busca vengarse de él por su muerte.
- Kim Won-hae como Bin-dae.

## Premios y nominaciones
| Año  | Categoría                     | Premio                   | Nominado     | Resultado |
| ---- | ----------------------------- | ------------------------ | ------------ | --------- |
| 2020 | Best Cinematography           | 14th Asian Film Award    | Lim Won-geun | Nominado  |
| 2020 | Mejor actor (Film)            | 56th Baeksang Arts Award | Lee Je-hoon  | Nominado  |
| 2020 | Mejor actor revelación (Film) | 56th Baeksang Arts Award | Park Hae-soo | Nominado  |

## Producción
La película también es conocida como "Time of Hunting" y/o "The Night of the Hunter".
Fue dirigida por Yoon Sung-hyun (윤성현), quien también fue el guionista. Mientras que la producción estuvo en manos de Handae Rhee.
La cinematografía estuvo en manos de Lim Won-geun, mientras que la edición estuvo a cargo de Yoon Sung-hyun y Wang Sung-ik.
La película contó con el apoyo de la compañía de producción "Sidus Pictures" y fue distribuida a través de Netflix.
Originalmente programada para ser lanzado a fines de febrero del 2020, la apertura de la película se pospuso indefinidamente debido al brote de la nueva pandemia de enfermedad por COVID-19. Más tarde, el 23 de marzo del mismo año se reveló que la película sería estrenada a través de Netflix el 10 de abril del mismo año, convirtiéndola en la primera vez que la empresa lanzaba exclusivamente una película originalmente programada para un estreno teatral. Sin embargo el 8 de abril Netflix anunció que el estreno de la película se pospondría debido a que, la entonces agencia de ventas internacional de la película, "Content Panda", había presentado una orden judicial contra "Little Big Pictures" (el distribuidor de la película), ya que "notificaron unilateralmente de la finalización del contrato y ninguno de los distribuidores extranjeros acordó un acuerdo de distribución exclusivo con Netflix".
El 16 de abril del mismo año, las partes acordaron un acuerdo de compensación con los distribuidores y se levantó la orden judicial. Finalmente el 20 de abril, Netflix anunció que la película se lanzaría tres días después, el 23 de abril del 2020.
Antes de su estreno oficial, la película se proyecto durante el 70.º Festival Internacional de Cine de Berlín (Berlinale) el 22 de febrero del mismo año, convirtiéndola en la primera película coreana en ser proyectada en la sección especial del festival.